# Петрівка (Шахівська сільська громада)
Петрі́вка — село Шахівської сільської громаді Покровського району Донецької області, в Україні.

## Історія
30 травня 1920 року в районі села без бою здався махновцям зведений полк козаків та піхоти червоної армії.

### Російсько-українська війна
Із 4 по 16 серпня 2025 року, в результаті спільних дій частин і підрозділів Національної гвардії України та Збройних Сил України, які входять до складу 1-го корпусу НГУ «Азов», у Донецькій області зачищено населені пункти: Грузьке, Рубіжне, Нововодяне, Петрівка, Веселе, Золотий Колодязь.

## Жертви сталінських репресій
- Лоренц Ернст Андрійович, 1923 року народження, сел. Петрівка Краматорського району Донецької області, німець, освіта неповна середня, безпартійний. Проживав: м. Краматорськ Сталінської (Донецької) області. Робітник заводу ім. Куйбишева. Заарештований 5 вересня 1941 року. Даних про вирок немає. Вмер 6 грудня 1941 року у ВТК-5  м. Сталінграда Сталінградської області. Реабілітований у 1959 році.
- Овчаренко Олександр Назарович, 1906 року народження, с. Петрівка Краматорського району Донецької області, українець, освіта початкова, безпартійний. Рахівник електроцеху КМЗ. Проживав: м. Краматорськ Донецької області, вул. М. Садова, буд. № 31. Заарештований 1 квітня 1932 року. Даних про вирок немає. Реабілітований у 1955 році.
- Щербах Олександр Тимофійович, 1904 року народження, с. Петрівка Краматорського району Донецької області, українець, освіта початкова, безпартійний. Робітник транспортного цеху Краматорського машзаводу. Проживав: м. Краматорськ Донецької області, Мелова гора, барак № 10. Заарештований 21 грудня 1932 року. Судовою трійкою при колегії ДПУ УРСР 28-29 квітня 1933 року засуджений на 5 років заслання у концтабір. Реабілітований у 1963 році.